# Luciano Bassi
Luciano Pabon, (n. el 5 de junio de 1983 en Santa Fe, Argentina)  más conocido como Luciano Bassi es un actor, cantante, cantautor y modelo argentino.

## Biografía
Desde su primera infancia, estuvo rodeado por la música. Criado en una familia que amaba y disfrutaba la música como una expresión de libertad y como una forma de unir a las personas sin importar sus diferencias.
Cuando tenía casi 2 años de edad, su familia se trasladó a Los Ángeles, California y a San Antonio, Texas, donde permanecieron por tres años. Durante esa estadía aprendió inglés. Después de que la familia regresó a Argentina, Luciano comenzó a cantar y a tocar el piano a la edad de 7 años como cantante principal del coro de su escuela.
En los años siguientes, cuando llega a la adolescencia, comenzó a dedicar más de su tiempo a la música y al desarrollo de su talento. Comenzó a tocar la guitarra y empezó a trabajar con un entrenador vocal.
Estuvo fuertemente influenciado por la música afroamericana de Marvin Gaye, James Brown, Al Green y muchos otros.

## Carrera
En 2002, fue una de las 80.000 personas que audicionó para el programa musical de telerrealidad de televisión Argentina Popstars, donde llegó a la fase final de la competición como el concursante más joven de todos.
Después de esta experiencia, volvió a la escuela y retomó sus estudios musicales.  Durante este tiempo conformó su propio trío de jazz Míticos con el que se presentó en los pequeños teatros de Buenos Aires. En el 2003, audicionó para un nuevo espectáculo de canto, publicado anteriormente con gran éxito en España y toda Europa, llamado Operación Triunfo. También se emitió en Perú, México, Colombia, Miami, Madrid, Barcelona, etc. Como finalista recorrió durante un año, en los estadios y se presentó junto a artistas reconocidos. Esta exposición a los medios masivos le dio la oportunidad de viajar y visitar muchos lugares diferentes, primero con "Operación Triunfo Tour" y, después de que esta concluyó, con su propio espectáculo. Además de la música y la televisión, en 2001 inició su carrera en Buenos Aires y finalmente se graduó como actor y director de Artes Escénicas en 2005.
Su trabajo como actor teatral incluye obras como: Robin Hood, Cuentos medievales (ambos en 2003, Teatro Manantiales de Mar del Plata), Sweet Reino (2005, Mar del Plata, Teatro de la Campana), que fue nominado para el premio Estrella de Oro como el mejor musical, Efecto de Acapulco (Buenos Aires, 2004), Escorzo (del cual fue el director musical de esta pieza teatral de danza, presentada en Buenos Aires, 2004), Souled Out (The Cavern Club, Buenos Aires, 2006).
Apareció en Costumbres Argentinas y Juanita la Soltera, series de Telefe y Canal 13, respectivamente. Recientemente tuvo la oportunidad de trabajar en Los Ángeles (California) como actor y también como compositor de una de las canciones de la banda sonora de la película llamado The Dark Party, dirigida por Kadeem Hardison en 2007, estrenada a principios de 2008.
En el 2009 forma parte del elenco de Champs 12, interpretando a «Diego»..2010. Cantante principal del elenco y director vocal para Royal Caribbean, Crucero Legend of the Seas, itinerario Sudeste asiático, con los espectáculos Swing City”, “Invitation to Dance” y “Ab Fab”. En 2012. Rol coprotagonico de “Sky” en el Musical “Mamma Mia!”, dirigida por Robert Mcqueen.  Teatro Opera Buenos Aires . 2013. Rol protagónico de la obra “Seda, en el teatro El Cubo Cultural, Buenos Aires.
2013. Cantante principal de Stravaganza, Estados del tiempo. Temporada verano Carlos Paz, y temporada invierno Teatro Broadway.Argentina. 2014. Cantante de Stravaganza Tango, supliendo también ocasionalmente el rol protagónico de la obra teatral.Teatro Broadway Buenos Aires. 2015. Protagonista de Ghost, el musical. En el rol de Carl Brunner. Teatro Metropolitan City. Buenos Aires. 2016. Integrante del elenco, asistente de dirección y Dance Captain de Lovemusik, dirigida por Jonathan Butterell y protagonizada por Elena Roger, desempeñando ocasionalmente el rol coprotagonico de Bertold Brecht, en el Paseo La Plaza, Buenos Aires. 2016. Cantante y guitarrista del espectáculo internacional “Break the Tango”, actualmente de gira por Alemania, Suiza, Austria, Francia, Italia, luego de su exitoso paso por el programa “America´s Got Talent” en Estados Unidos. 2017 Lanza su primer disco como cantautor titulado “Ahora”, disponible es Spotify y todas las plataformas digitales.https://open.spotify.com/artist/6HyZiibPfPFvS7SbE8OgOI. 2018 Vuelve su gira con Break the Tango Tour por todo Italia (Padua,Roma,Génova,Trieste,Milán,Mantova,Torino,Bologna, etc). 2018 Contratado por JOAN GRACIA como cantante del LIO IBIZA, España.